# RIM-162 ESSM
Le missile RIM-162 ESSM est un missile antiaérien à guidage radar de fabrication américaine produit depuis 1998 et déployé depuis 2004.

## Description

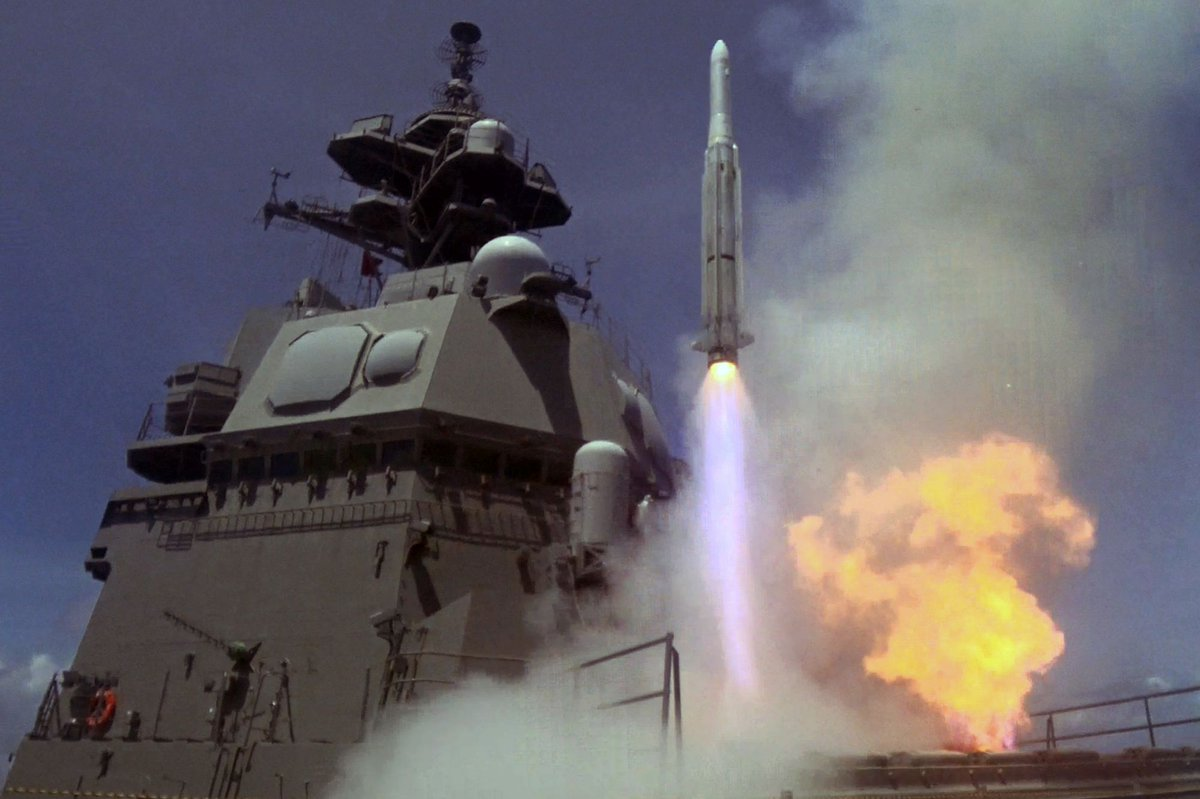
tir depuis le destroyer japonais JS Shiranui (DD-120) lors d'un exercice en 2023.

Il est fabriqué aux États-Unis par Raytheon.
Les ESSM block 2 ont une charge militaire « reconditionnée » dans le nouveau diamètre de 10" et dispose d'un radar actif dérivé de l'AIM-120 AMRAAM,
Les essais des exemplaires de préproduction ont été menés à bien en 2017. 12 marines fin 2018 sont clientes, la mise en service dans l'US Navy est prévue en 2020.

## Dotation
En 2019, environ 200 navires d'une douzaine de marine de guerre en sont armés :
- Allemagne en dotation sur les frégates de la Classe Sachsen.
- Australie
- Canada en dotation sur les frégates de la Classe Halifax
- Danemark en dotation sur les frégates de la Classe Iver Huitfeldt[4] et les navires de soutien de la Classe Absalon
- Émirats arabes unis en dotation sur les corvettes de la Classe Baynunah
- Espagne en dotation sur les frégates de la Classe Álvaro de Bazán.
- États-Unis
- Grèce en dotation sur les frégates de Classe Meko 200.
- Pays-Bas
- Thaïlande
- Turquie
- Japon en dotation sur les porte-hélicoptères de la Classe Hyūga et plusieurs classes de destroyers.
- Norvège en dotation sur les frégates de la Classe Nansen.